# Steinbrunn-le-Haut
 Steinbrunn-le-Haut (en alsacià Oberstaibrunne) és un municipi francès, situat a la regió del Gran Est, al departament de l'Alt Rin. L'any 2006 tenia 590 habitants.

## Geografia
Aquesta ciutat al sud de l'Alt Rin Sundgau pertany a la regió de turons al sud de Mülhausen a una distància de 12 km. El terreny muntanyós és drenat pel Muehlbach, rierol que s'origina en el sud-oest de la comunitat (a Obermorschwiller). Punt més alt: la Galgen 404 m, al nord-oest del poble i al costat de la prohibició municipal Zillisheim.
La comuna Steinbrunn és una pròspera comuna, fundada per la dinastia "Obersteinbrunn Von Reinach", que estan sota enteres de les làpides de l'església de Saint Maurice, el campanar de l'església es va construir en 1595 la ciutat 2 posseeix castells, construït el 1395, un, on només hi ha restes del terratrèmol va sacsejar a Bale, l'altre és l'actual ajuntament-casa. moltes persones van ser propietaris de la vila, com Jacques Sisigmont, el bisbat de Basilea. La ciutat compta actualment amb 600 residents i no compten a ampliar-la.

## Demografia
| 1962 | 1968 | 1975 | 1982 | 1990 | 1999 |
| ---- | ---- | ---- | ---- | ---- | ---- |
| 397  | 435  | 421  | 491  | 528  | 539  |

## Administració
| Període | Identitat     | Partit |
| ------- | ------------- | ------ |
| 2001-   | Louis Gubiani |        |